# Ascoli Calcio 1898 2008-2009
Questa pagina raccoglie i dati riguardanti l'Ascoli Calcio nelle competizioni ufficiali della stagione 2008-2009.

## Stagione
Nella stagione 2008-2009 l'Ascoli disputa il quattordicesimo campionato di seconda serie della sua storia, ottiene 51 punti, di fatto ne ha raccolti 52, uno le è stato tolto per giudizio sportivo, con il sedicesimo posto finale. Sono tre i tecnici che si sono alternati in stagione sulla panca bianconera, riuscendo almeno a centrare l'obiettivo di mantenere la categoria. Il girone di andata è stato sofferto, chiuso con 21 punti al penultimo posto. Il girone di ritorno ha visto il riscatto dell'Ascoli, che con 31 punti raccolti, si è messo al sicuro. In un torneo avaro di segnature, con 37 reti i bianconeri hanno avuto il peggior attacco del campionato, si sono distinti con otto reti a testa Andrea Soncin e Luca Belingheri. Nella Coppa Italia l'Ascoli entra in scena nel secondo turno, superando il Perugia, nel terzo turno ha superato il Bari, mentre nel quarto turno è stato eliminato dal Bologna.

## Divise e sponsor
Le maglie ufficiali sono state presentate nell'estate del 2008: la prima maglia è a strisce bianconere, pantaloncini e calzettoni bianchi; la seconda divisa è completamente gialla con delle bande bianche ai lati; la terza è in completo nero anch'essa con bande bianche ai lati.
| Casa | Trasferta | Terza |  |

## Organigramma societario
Area direttiva
- Presidente: Roberto Benigni

Staff tecnico
- Allenatore: Nello Di Costanzo, poi Vincenzo Chiarenza, poi Franco Colomba
- Allenatore in seconda: Sergio Pirozzi
- Preparatore atletico: Iuri Bartoli
- Preparatore dei portieri: Roberto Bocchino

## Rosa
| N. |                    | Ruolo | Calciatore          |
| -- | ------------------ | ----- | ------------------- |
| 1  | Italia (bandiera)  | P     | Massimo Taibi       |
| 2  | Italia (bandiera)  | C     | Antonio Aquilanti   |
| 4  | Italia (bandiera)  | C     | Luca Belingheri     |
| 5  | Italia (bandiera)  | C     | Luigi Giorgi        |
| 6  | Italia (bandiera)  | D     | Massimo Melucci     |
| 7  | Italia (bandiera)  | C     | Stefano Guberti     |
| 8  | Italia (bandiera)  | C     | Daniele Di Donato   |
| 9  | Albania (bandiera) | A     | Edgar Çani          |
| 10 | Italia (bandiera)  | C     | Vincenzo Sommese    |
| 11 | Italia (bandiera)  | D     | Andrea Giallombardo |
| 13 | Grecia (bandiera)  | D     | Evangelos Nastos    |
| 14 | Italia (bandiera)  | D     | Matteo Camillini    |
| 15 | Italia (bandiera)  | D     | Giuseppe Bellusci   |
| 16 | Italia (bandiera)  | P     | Mirko Pennesi       |
| 17 | Italia (bandiera)  | P     | Enrico Guarna       |
| 18 | Italia (bandiera)  | C     | Simone Pesce        |
| 19 | Italia (bandiera)  | C     | Davide Raffaello    |
| 20 | Camerun (bandiera) | A     | Thomas Job          |
| 20 | Italia (bandiera)  | C     | Ilario Aloe         |
| 21 | Italia (bandiera)  | C     | Andrea Luci         |
| 22 | Italia (bandiera)  | P     | Antonio Gaeta       |
| 23 | Italia (bandiera)  | D     | Gabriele Cioffi     |

| N. |                      | Ruolo | Calciatore           |
| -- | -------------------- | ----- | -------------------- |
| 24 | Italia (bandiera)    | D     | Vittorio Micolucci   |
| 29 | Italia (bandiera)    | A     | Cristian Bucchi      |
| 32 | Italia (bandiera)    | A     | Simone Masini        |
| 33 | Italia (bandiera)    | D     | Angelo Siniscalchi   |
| 35 | Italia (bandiera)    | C     | Francesco Di Tacchio |
| 72 | Italia (bandiera)    | P     | Davide Zomer         |
| 77 | Italia (bandiera)    | C     | Carlo Luisi          |
| 81 | Italia (bandiera)    | P     | Marco Paoloni        |
| 81 | Italia (bandiera)    | P     | Andrea Giordani      |
| 82 | Italia (bandiera)    | D     | Fabio Conocchioli    |
| 83 | Italia (bandiera)    | D     | Denny Nazari         |
| 84 | Brasile (bandiera)   | C     | Justino William      |
| 85 | Italia (bandiera)    | A     | Domenico Falco       |
| 85 | Italia (bandiera)    | C     | Alessandro Sorgi     |
| 86 | Finlandia (bandiera) | A     | Tomi Petrescu        |
| 87 | Camerun (bandiera)   | A     | Steeve Gerard Fanka  |
| 88 | Lettonia (bandiera)  | A     | Edgars Gauračs       |
| 88 | Italia (bandiera)    | C     | Giovanni Di Lillo    |
| 89 | Italia (bandiera)    | C     | Francesco Uliano     |
| 89 | Italia (bandiera)    | A     | Alessio De Vecchis   |
| 90 | Italia (bandiera)    | C     | Salvatore Margarita  |
| 99 | Italia (bandiera)    | A     | Andrea Soncin        |

## Risultati

### Campionato di Serie B

#### Girone d'andata
| Arbitro: | Baracani (Firenze) |

|            |           |  |
| Bucchi 32’ | Marcatori |  |

| Ancona 6 settembre 2008, ore 15:00 CEST 2ª giornata | Ancona               | 0 – 0 referto | Ascoli | Stadio Del Conero (8.396 spett.)\| Arbitro: \| Farina (Novi Ligure) \| |
| Arbitro:                                            | Farina (Novi Ligure) |               |        |                                                                        |

| Arbitro: | N. Stefanini (Prato) |

|            |           |                       |
| Cioffi 19’ | Marcatori | 35’ Antonelli Agomeri |

| Arbitro: | Pinzani (Empoli) |

|                            |           |           |
| Nsereko 72’ Possanzini 85’ | Marcatori | 52’ Pesce |

| Mantova 23 settembre 2008, ore 20:30 CEST 5ª giornata | Mantova       | 0 – 0 referto | Ascoli | Stadio Danilo Martelli (6.886 spett.)\| Arbitro: \| Valeri (Roma) \| |
| Arbitro:                                              | Valeri (Roma) |               |        |                                                                      |

| Arbitro: | Orsato (Schio) |

|  |           |             |
|  | Marcatori | 36’ Colombo |

| Arbitro: | Cavarretta (Trapani) |

|  |           |                        |
|  | Marcatori | 12’ Guberti 59’ Nastos |

| Arbitro: | Damato (Barletta) |

|  |           |                                  |
|  | Marcatori | 13’ (rig.), 80’ (rig.) Sansovini |

| Arbitro: | Romeo (Verona) |

|                               |           |  |
| Anaclerio 47’ Moscardelli 70’ | Marcatori |  |

| Arbitro: | Scoditti (Bologna) |

|          |           |                                |
| Luci 69’ | Marcatori | 12’ (rig.) Iori 87’ Meggiorini |

| Arbitro: | Peruzzo (Vicenza) |

|                             |           |  |
| Gabionetta 43’ Carobbio 80’ | Marcatori |  |

| Arbitro: | Velotto (Grosseto) |

|                       |           |              |
| Catacchini 90’ (aut.) | Marcatori | 29’ Cipriani |

| Arbitro: | N. Stefanini (Prato) |

|             |           |            |
| Viviani 90’ | Marcatori | 52’ Soncin |

| Arbitro: | Gervasoni (Mantova) |

|  |           |            |
|  | Marcatori | 76’ Paponi |

| Arbitro: | Saccani (Mantova) |

|                       |           |  |
| Scarlato 27’ Biso 85’ | Marcatori |  |

| Arbitro: | Romeo (Verona) |

|               |           |                     |
| Di Donato 30’ | Marcatori | 43’ (rig.) Salvetti |

| Arbitro: | Bergonzi (Genova) |

|                                      |           |  |
| Catellani 39’ Bruno 57’ Biabiany 70’ | Marcatori |  |

| Arbitro: | Dondarini (Finale Emilia) |

|                |           |  |
| Belingheri 66’ | Marcatori |  |

| Arbitro: | Ayroldi (Molfetta) |

|             |           |                            |
| Gerardi 69’ | Marcatori | 11’ (rig.) Soncin 22’ Çani |

| Arbitro: | Banti (Livorno) |

|           |           |  |
| Gaeta 87’ | Marcatori |  |

| Arbitro: | Girardi (San Donà di Piave) |

|                |           |  |
| F. Rossini 62’ | Marcatori |  |

#### Girone di ritorno
| Arbitro: | Tozzi (Lido di Ostia) |

|                                             |           |            |
| Forestieri 20’ Morosini 38’ Margiotta 90+5’ | Marcatori | 28’ Bucchi |

| Arbitro: | De Marco (Chiavari) |

|                           |           |  |
| Soncin 21’ Belingheri 31’ | Marcatori |  |

| Arbitro: | Velotto (Grosseto) |

|                |           |                            |
| Allegretti 80’ | Marcatori | 9’ Belingheri 12’ Bellusci |

| Arbitro: | C. Russo (Nola) |

|                  |           |  |
| Zoboli 7’ (aut.) | Marcatori |  |

| Arbitro: | Ciampi (Roma) |

|                              |           |  |
| Soncin 34’ Bucchi 45’ (rig.) | Marcatori |  |

| Arbitro: | Pierpaoli (Firenze) |

|                                 |           |                      |
| Guberti 60’ Parisi 90+1’ (rig.) | Marcatori | 28’ Pesce 48’ Giorgi |

| Arbitro: | Scoditti (Bologna) |

|                            |           |              |
| Sommese 10’ Belingheri 42’ | Marcatori | 79’ Sforzini |

| Arbitro: | Marelli (Como) |

|               |           |  |
| Pellicori 71’ | Marcatori |  |

| Arbitro: | Velotto (Grosseto) |

|                     |           |  |
| Belingheri 25’, 79’ | Marcatori |  |

| Cittadella 17 marzo 2009, ore 20:30 CEST 31ª giornata | Cittadella         | 0 – 0 referto | Ascoli | Stadio Piercesare Tombolato (2.177 spett.)\| Arbitro: \| Baracani (Firenze) \| |
| Arbitro:                                              | Baracani (Firenze) |               |        |                                                                                |

| Arbitro: | Pinzani (Empoli) |

|               |           |                       |
| Çani 26’, 68’ | Marcatori | 24’ Laner 48’ Cellini |

| Arbitro: | Cavarretta (Trapani) |

|  |           |            |
|  | Marcatori | 18’ Soncin |

| Arbitro: | Candussio (Cervignano del Friuli) |

|             |           |  |
| Sommese 19’ | Marcatori |  |

| Arbitro: | Valeri (Roma) |

|                          |           |  |
| Morrone 24’ Paloschi 75’ | Marcatori |  |

| Arbitro: | Marelli (Como) |

|                     |           |             |
| Soncin 29’ Çani 67’ | Marcatori | 21’ Tavares |

| Arbitro: | Peruzzo (Schio) |

|             |           |  |
| Noselli 77’ | Marcatori |  |

| Arbitro: | Baracani (Firenze) |

|            |           |                          |
| Soncin 88’ | Marcatori | 8’ P. Oliveira 61’ Bruno |

| Arbitro: | Tommasi (Bassano del Grappa) |

|                          |           |  |
| Pozzi 9’, 19’ Corvia 65’ | Marcatori |  |

| Arbitro: | Cavarretta (Trapani) |

|  |           |                |
|  | Marcatori | 58’, 65’ Ganci |

| Arbitro: | Candussio (Cervignano del Friuli) |

|             |           |               |
| Musetti 45’ | Marcatori | 4’ Belingheri |

| Arbitro: | Dondarini (Finale Emilia) |

|                           |           |                              |
| Belingheri 47’ Soncin 77’ | Marcatori | 55’ Diamanti 78’, 89’ Tavano |

### Coppa Italia
| Arbitro: | Ciampi (Roma) |

|                             |           |            |
| Job 23’ Soncin 27’ Luci 70’ | Marcatori | 61’ Cutolo |

| Arbitro: | Brighi (Cesena) |

|           |           |  |
| Pesce 66’ | Marcatori |  |

| Arbitro: | Pierpaoli (Firenze) |

|            |           |  |
| Coelho 84’ | Marcatori |  |

## Statistiche
Statistiche aggiornate al 12 aprile 2015.

### Statistiche di squadra
| Competizione | Punti | In casa | In casa | In casa | In casa | In casa | In casa | In trasferta | In trasferta | In trasferta | In trasferta | In trasferta | In trasferta | Totale | Totale | Totale | Totale | Totale | Totale | DR  |
| Competizione | Punti | G       | V       | N       | P       | Gf      | Gs      | G            | V            | N            | P            | Gf           | Gs           | G      | V      | N      | P      | Gf     | Gs     | DR  |
| ------------ | ----- | ------- | ------- | ------- | ------- | ------- | ------- | ------------ | ------------ | ------------ | ------------ | ------------ | ------------ | ------ | ------ | ------ | ------ | ------ | ------ | --- |
| Serie B      | 51    | 21      | 10      | 4       | 7       | 25      | 20      | 21           | 4            | 6            | 11           | 13           | 28           | 42     | 14     | 10     | 18     | 38     | 48     | -10 |
| Coppa Italia |       | 2       | 2       | 0       | 0       | 4       | 1       | 1            | 0            | 0            | 1            | 0            | 1            | 3      | 2      | 0      | 1      | 4      | 2      | +2  |
| Totale       |       | 23      | 12      | 4       | 7       | 29      | 21      | 22           | 4            | 6            | 12           | 13           | 29           | 45     | 16     | 10     | 19     | 42     | 50     | -8  |

### Andamento in campionato
| Giornata  | 1 | 2  | 3  | 4  | 5  | 6  | 7  | 8  | 9  | 10 | 11 | 12 | 13 | 14 | 15 | 16 | 17 | 18 | 19 | 20 | 21 | 22 | 23 | 24 | 25 | 26 | 27 | 28 | 29 | 30 | 31 | 32 | 33 | 34 | 35 | 36 | 37 | 38 | 39 | 40 | 41 | 42 |
| --------- | - | -- | -- | -- | -- | -- | -- | -- | -- | -- | -- | -- | -- | -- | -- | -- | -- | -- | -- | -- | -- | -- | -- | -- | -- | -- | -- | -- | -- | -- | -- | -- | -- | -- | -- | -- | -- | -- | -- | -- | -- | -- |
| Luogo     | C | T  | C  | T  | T  | C  | T  | C  | T  | C  | T  | C  | T  | C  | T  | C  | T  | C  | T  | T  | C  | T  | C  | T  | C  | C  | T  | C  | T  | C  | T  | C  | T  | C  | T  | C  | T  | C  | T  | C  | T  | C  |
| Risultato | V | N  | N  | P  | N  | P  | V  | P  | P  | P  | P  | N  | N  | P  | P  | N  | P  | V  | V  | V  | P  | P  | V  | V  | V  | V  | N  | V  | P  | V  | N  | N  | V  | V  | P  | V  | P  | P  | P  | P  | N  | P  |
| Posizione | 7 | 10 | 12 | 17 | 17 | 19 | 15 | 18 | 18 | 20 | 20 | 20 | 21 | 22 | 22 | 22 | 22 | 22 | 20 | 20 | 20 | 21 | 20 | 18 | 17 | 14 | 12 | 11 | 14 | 12 | 13 | 12 | 11 | 10 | 10 | 10 | 10 | 10 | 11 | 13 | 14 | 16 |

Fonte:  Classifiche Serie B 2008-2009, su calciometro.it. URL consultato il 18 maggio 2019 (archiviato dall'url originale il 10 gennaio 2015).
Legenda:

Luogo: C = Casa; T = Trasferta. Risultato: V = Vittoria; N = Pareggio; P = Sconfitta.